# Miss Bolivia 2009
La 30º edición del certamen Miss Bolivia, correspondiente al año 2009, se celebró en el Teatro Gran Mariscal Sucre en la ciudad de Sucre, Departamento de Chuquisaca, el 21 de mayo de 2009. Concursantes de los nueve departamentos bolivianos compitieron por este título de belleza. Al finalizar la velada, la actual Miss Bolivia 2008, Dominique Peltier, de Cochabamba, entregó la corona a su sucesora Claudia Arce representante de Chuquisaca.
- Cabe resaltar que la ganadora de este concurso será la representante de Bolivia en el Miss Universo 2010.

## Ganadoras
| Resultado Final                   | Departamento          | Candidata              |
| --------------------------------- | --------------------- | ---------------------- |
| Miss Bolivia Universo             | - Miss Chuquisaca     | Claudia Arce Lemaitre  |
| Miss Bolivia Mundo                | - Miss Bicentenario   | Flavia Foianini Arzabe |
| Miss Bolivia Internacional        | - Miss Santa Cruz     | Ximena Vargas Parada   |
| Miss Bolivia Continente Americano | - Señorita Litoral    | Paola Flores Oliva     |
| Primera Finalista                 | - Señorita Santa Cruz | Verónica Heredia       |
| Segunda Finalista                 | - Señorita Tarija     | Astrid Vaca Rico       |
| Tercera Finalista                 | - Señorita Beni       | Naret Cuéllar          |
| Cuarta Finalista                  | - Señorita La Paz     | Pamela Chavarría       |

### Títulos previos
| Título                  | Departamento      | Candidata                       |  |
| ----------------------- | ----------------- | ------------------------------- |  |
| Miss Silueta Cuba Libre | Miss Bicentenario | Flavia Fernanda Foianini Arzabe |  |
| Chica AeroSur           | Miss Bicentenario | Flavia Fernanda Foianini Arzabe |  |
| Mejor Cabellera         | Miss Pando        | Corina Ferreira                 |  |
| Mejor Sonrisa           | Miss Chuquisaca   | Claudia Arce Lemaitre           |  |
| Miss Fotogénica         | Señorita Litoral  | Paola Flores Oliva              |  |
| Miss Elegancia          | Miss Santa Cruz   | Ximena Vargas Parada            |  |
| Rostro más Bello Yambal | Miss Chuquisaca   | Claudia Arce Lemaitre           |  |
| Mejor Traje Típico      | Miss Chuquisaca   | Claudia Arce Lemaitre           |  |
| Miss Amistad y Simpatía | Señorita Litoral  | Paola Flores Oliva              |  |

## Candidatas Oficiales
21 candidatas fueron elegidas en sus respectivos concursos departamentales incluyendo el Bicentenario que ahora están luchando por la máxima corona del miss Bolivia 2009, estas lindas bellezas están entre la edad de 17 y 26 años que están en promedio de edad del reglamento del miss universo.
| Título                | Candidata                         | Edad    | Estatura (m) | Ciudad Natal            |
| --------------------- | --------------------------------- | ------- | ------------ | ----------------------- |
| Miss Beni             | Daniela Torrez Vásquez            | 18 años | 1,75 metros  | Beni                    |
| Señorita Beni         | Naret Ninoska Cuellar Vera        | 18 años | 1,77 metros  | Trinidad                |
| Miss Bicentenario     | Flavia Fernanda Foianini Arzabe   | 20 años | 1,76 metros  | Santa Cruz de la Sierra |
| Señorita Bicentenario | Doris Sariah Vargas Riquelme      | 18 años | 1,71 metros  | Yacuiba                 |
| Miss Cochabamba       | Tania Cristina Ismael Santos      | 20 años | 1,73 metros  | Cochabamba              |
| Señorita Cochabamba   | Giovanna Kelly Arévalo Burga      | 20 años | 1,80 metros  | Cochabamba              |
| Miss Chuquisaca       | Claudia Arce Lemaitre             | 18 años | 1,73 metros  | Sucre                   |
| Miss La Paz           | Cassandra Liliana Camacho Alarcón | 19 años | 1,74 metros  | La Paz                  |
| Señorita La Paz       | Pamela Chavarria Pérez            | 18 años | 1,75 metros  | El Alto                 |
| Miss Litoral          | María Renee Salazar Castrillón    | 21 años | 1,73 metros  | Santa Cruz de la Sierra |
| Señorita Litoral      | Paola Xiomara Flores Oliva        | 17 años | 1,69 metros  | Villa 1.º de Mayo       |
| Miss Oruro            | Raquel Aguilar González           | 19 años | 1,73 metros  | Oruro                   |
| Señorita Oruro        | Mariela Miralles Quispe           | 17 años | 1,73 metros  | Oruro                   |
| Miss Pando            | Corina Ferreira Oliva             | 19 años | 1,75 metros  | Cobija                  |
| Miss Potosí           | Adriana Barahona Bustamante       | 22 años | 1,74 metros  | Potosí                  |
| Señorita Potosí       | Palmira Mendoza Cuéllar           | 19 años | 1,69 metros  | Potosí                  |
| Miss Santa Cruz       | Ximena Vargas Parada              | 23 años | 1,75 metros  | Santa Cruz de la Sierra |
| Señorita Santa Cruz   | Verónica Inés Heredia Vaca        | 17 años | 1,73 metros  | Santa Cruz de la Sierra |
| Miss Sucre            | Laura Liliana Ramos Choque        | 19 años | 1,72 metros  | Sucre                   |
| Miss Tarija           | Jessica Remonth Garay             | 21 años | 1,77 metros  | Gran Chaco              |
| Señorita Tarija       | Astrid Karen Vaca Rico            | 18 años | 1,70 metros  | Cercado                 |

## Datos de las Candidatas

### Concursos Internacionales
Algunas Candaditas concursaron en algunos concursaron en algunos concursos internacionales.
- Miss Chuquisaca  - Claudia Arce, concursó en el Queen of the World 2009

## Récord histórico
La actual miss Bolivia universo será la única reina de belleza a nivel mundial en ostentar la corona durante más tiempo que otras reinas de belleza ( más de 1 año y tres meses ) ya que la nueva edición del miss Bolivia se celebrara en el mes de septiembre después de que Claudia Arce Lemaitre compita en el Miss Universo 2010 regresara a su país directamente a coronar a su sucesora.
| Predecesor: Miss Bolivia 2008 Katerine David | Miss Bolivia 2009 21 de mayo de 2009 | Sucesor: Miss Bolivia 2010 Olivia Pinheiro |